# Смородиновская
 Смородиновская  — деревня в Шабалинском районе Кировской области. Входит в состав Ленинского городского поселения.

## География
Расположена на расстоянии примерно 9 км по прямой на восток от райцентра поселка Ленинское.

## История
Смородиновская  Известна с 1802 года как починок Смородиновский с 3 дворами, в 1873 году здесь дворов 17 и жителей 135, в 1905 37 и 269, в 1926 (деревня Смородиновская) 52 и 266, в 1950 35 и 101, в 1989 12 жителей. Ныне имеет дачный характер.

## Население
Постоянное население не было учтено как в 2002 году, так и в 2010.